# بروس ستيوارت (كاتب)
بروس ستيوارت (بالإنجليزية: Bruce Stewart) هو كاتب مسرحي وكاتب نيوزلندي، ولد في 5 أغسطس 1936 في هاميلتون في نيوزيلندا، وتوفي في 28 يونيو 2017 في Island Bay ‏ في نيوزيلندا.